# Aleuroinanis myrtacei
Aleuroinanis myrtacei es un hemíptero de la familia Aleyrodidae, con una subfamilia: Aleyrodinae.
Aleuroinanis myrtacei fue descrita científicamente por primera vez por Martin en 1999.